# Марянув (гміна Стшельце)
Марянув (пол. Marianów) — село в Польщі, у гміні Стшельці Кутновського повіту Лодзинського воєводства.
Населення — 82 особи (2011).
У 1975-1998 роках село належало до Плоцького воєводства.

## Демографія
Демографічна структура станом на 31 березня 2011 року:
|          | Загалом | Допрацездатний вік | Працездатний вік | Постпрацездатний вік |
| -------- | ------- | ------------------ | ---------------- | -------------------- |
| Чоловіки | 41      | 9                  | 26               | 6                    |
| Жінки    | 41      | 6                  | 22               | 13                   |
| Разом    | 82      | 15                 | 48               | 19                   |